# Anthurium platyrhizum
Anthurium platyrhizum är en kallaväxtart som beskrevs av Thomas Bernard Croat. Anthurium platyrhizum ingår i släktet Anthurium och familjen kallaväxter. Inga underarter finns listade.